# WWEペイバック
ペイバック（Payback）はアメリカのプロレス団体WWEが主催する、プロレス興行の名称。また、同興行を扱うPPVの名称である。2013年に新設された。ペイバックは「報復、仕返し」を意味する。

## 試合結果

### 第1回大会（2013年）WWE Payback 2013
- 開催日 : 6月16日
- 開催場所 : イリノイ州シカゴのオールステート・アリーナ
- 観客動員数 : 14,623人
- 公式大会曲 : Hollywood Undead - Another Way Out

- ダーク・マッチ -Dark Match-

○シェイマス vs ダミアン・サンドウ●
- トリプルスレット形式WWEインターコンチネンタル王座戦 -Triple Threat Match for the WWE Intercontinental Championship-

●ウェイド・バレット(c) vs ザ・ミズ vs カーティス・アクセル（w / ポール・ヘイマン）○
- ディーヴァズ王座戦 -WWE Divas Championship-

●ケイトリン(c) vs AJ・リー(w / ビッグ・E・ラングストン)○
- ユナイテッドステイツ王座戦 -WWE United States Championship-

○ディーン・アンブローズ(c) vs ケイン●
ケインのカウント負け
- 世界ヘビー級王座戦 -World Heavyweight Championship-

○アルベルト・デル・リオ(w / リカルド・ロドリゲス)　vs ドルフ・ジグラー(c)(w / AJ・リー&ビッグ・E・ラングストン)●
- ○CMパンク（w / ポール・ヘイマン) vs クリス・ジェリコ●

- WWEタッグ王座戦 -WWE Tag Team Championship-

○ザ・シールド（セス・ロリンズ&ロマン・レインズ）(c) vs ダニエル・ブライアン&ランディ・オートン●
- スリー・ステージ・オブ・ヘル・マッチ形式WWE王座戦 -Three Stages of Hell Match for the WWE Championship-

ランバージャック・マッチ -Lumberjack Match-
●ジョン・シナ(c) vs ライバック○
テーブルマッチ -Tables Match-
○ジョン・シナ(c) vs ライバック●
アンビュランス・マッチ -Ambulance Match-
○ジョン・シナ(c) vs ライバック●

### 第2回大会（2014年）WWE Payback 2014
- 開催日 : 6月1日
- 開催場所 : イリノイ州シカゴのオールステート・アリーナ
- 観客動員数 : 13,311人
- 公式大会曲 : Aloe Blacc - Ticking Bomb

- ダーク・マッチ/マスク vs ヘアー戦  -Dark Match/Mask vs. Hair match-

○エル・トリート（w/ディエゴ＆フェルナンド） vs ホーンスワグル（w/ヒース・スレイター＆ジンダー・マハル＆ドリュー・マッキンタイア）●
- ユナイテッドステイツ王座戦 -WWE United States Championship-

○シェイマス(c) vs セザーロ(w / ポール・ヘイマン)●
- ○ライバック&カーティス・アクセル vs コーディ・ローデス&ゴールダスト●

- ○ルセフ(w / ラナ) vs ビッグ・E●

- △ボー・ダラス vs コフィ・キングストン△

ケインの乱入でノー・コンテスト
- インターコンチネンタル王座戦 -WWE Intercontinental Championship-

○バッド・ニュース・バレット(c) vs ロブ・ヴァン・ダム●
- ラストマン・スタンディング・マッチ戦 -Last Man Standing Match-

○ジョン・シナ(w / ウーソズ) vs ブレイ・ワイアット(w/ルーク・ハーパー&エリック・ローワン)●
- ディーヴァズ王座戦 -WWE Divas Championship-

○ペイジ(c) vs アリシア・フォックス●
- ノー・ホールズ・バード・マッチ形式6人エリミネーション・タッグチーム・マッチ -No Holds Barred Six-Man Elimination Tag Team match-

○ザ・シールド(ディーン・アンブローズ&セス・ロリンズ&ロマン・レインズ) vs エボリューション(トリプルH&ランディ・オートン&バティスタ)●
| 退場順 | スーパースター                                           | チーム           | 退場させたスーパースター |
| ------ | -------------------------------------------------------- | ---------------- | ------------------------ |
| 1      | バティスタ                                               | エボリューション | セス・ロリンズ           |
| 2      | ランディ・オートン                                       | エボリューション | ディーン・アンブローズ   |
| 3      | トリプルH                                                | エボリューション | ロマン・レインズ         |
| 生存者 | ディーン・アンブローズ、セス・ロリンズ、ロマン・レインズ | ザ・シールド     |                          |

### 第3回大会（2015年）WWE Payback 2015
- 開催日 : 5月17日
- 開催場所 : メリーランド州ボルチモアのファースト・マリナー・アリーナ
- 観客動員数 : 10,000人
- 公式大会曲 : イマジン・ドラゴンズ - "Frictions"

- プレ・ショー -Pre-show-

○Rトゥルース vs スターダスト●
- プレ・ショー -Pre-show-

○ジ・アセンション(コナー & ビクター) vs メタ・パワーズ(カーティス・アクセル & マッチョ・マンドウ)●
- ○シェイマス vs ドルフ・ジグラー●

- 3本勝負形式WWEタッグ王座戦 -Two out of three falls match for the WWE Tag Team Championship-

○ニュー・デイ(ビッグ・E&コフィ・キングストン(w/エグザビアー・ウッズ))(c) vs タイソン・キッド & セザーロ●
ニュー・デイが2本、キッド&セザーロ組が1本で、ニュー・デイが防衛
- ○ブレイ・ワイアット vs ライバック●

- "アイ・クイット" マッチ形式ユナイテッドステイツ王座戦 -"I Quit" match for the WWE United States Championship-

○ジョン・シナ(c) vs ルセフ(w/ラナ)●
- ○ナオミ & タミーナ vs ベラ・ツインズ(ブリ―・ベラ & ニッキ―・ベラ)●

- ○ネヴィル vs キング・バレット●

バレットのカウントアウト負け
- フェイタル4ウェイ形式WWE世界ヘビー級王座戦 -Fatal 4-Way Match for the WWE Championship-

○セス・ロリンズ(c) vs ロマン・レインズ vs ディーン・アンブローズ vs ランディ・オートン●

### 第4回大会（2016年）WWE Payback 2016
- 開催日 : 5月1日
- 開催場所 : イリノイ州シカゴのオールステート・アリーナ
- 観客動員数 : 13,250人
- 公式大会曲 : アンディ・バーサーク - "We Don't Have to Dance"

- プレ・ショー -Pre-show-

○ドルフ・ジグラー vs バロン・コービン●
- プレ・ショー -Pre-show-/ユナイテッドステイツ王座戦 -WWE United States Championship-

○カリスト(c) vs ライバック●
- WWEタッグチーム王座第一挑戦者決定戦 -Tag Team Match to determine the #1 contenders for the WWE Tag Team Championship-

●エンツォ・アモーレ&ビッグ・キャス vs ボードビリアンズ(サイモン・ゴッチ&エイデン・イングリッシュ)◯
アモーレの頭部がロープに当たり一時意識不明となったため事実上ノー・コンテスト。大会後にボードビリアンズの勝利がアナウンスされた。
- ○ケビン・オーエンズ vs サミ・ゼイン●

- インターコンチネンタル王座戦 -WWE Intercontinental Championship-

○ザ・ミズ(w / マリース)(c) vs セザーロ●
- ○ディーン・アンブローズ vs クリス・ジェリコ●

- WWE女子王座戦 -WWE Women's Championship-

○シャーロット(w / リック・フレアー)(c) vs ナタリア(w / ブレット・ハート)●
技をかけられたナタリヤがタップしていないにもかかわらずレフリーがシャーロットの勝利を宣言。モントリオール事件を彷彿とさせるものとなった。
- WWE世界ヘビー級王座戦 -WWE World Heavyweight Championship-

○ロマン・レインズ(c) vs AJスタイルズ●
試合は当初カウントアウトでAJが勝利したが王座移動は無しなのでシェイン・マクマホンが現れ、ノー・カウンアウトで再開。その後レインズがAJの反則を受けて勝利したがこれも王座移動は認められず、ステファニー・マクマホンが現れノーDQルールが追加され試合が再開された。

### 第5回大会 (2017年) WWE RAW's Payback 2017
- 開催日 : 4月30日
- 開催場所 : カリフォルニア州サンノゼのSAPセンター
- 観客動員数 : 13,694人
- 公式大会曲 : パパ・ローチ - "Born for Greatness"

- キックオフ・ショー -Kickoff Show-

○エンツォ・アモーレ&ビッグ・キャス vs アンダーソン & ギャロ―ズ（カール・アンダーソン&ルーク・ギャローズ）●
- WWEユナイテッドステイツ王座戦 -WWE United States Championship-

●ケビン・オーウェンズ(c) vs クリス・ジェリコ○
- WWEクルーザー級王座戦 -WWE Cruiserweight Championship-

●ネヴィル(c) vs オースチン・エリーズ○
反則裁定のため王座移動は無し。
- WWE RAWタッグチーム王座戦 -WWE RAW Tag Team Championship-

○ハーディー・ボーイズ(マット・ハーディー&ジェフ・ハーディー)(c) vs シェイマス&セザーロ●
- RAW女子王座戦 -WWE RAW Women's Championship-

●ベイリー(c) vs アレクサ・ブリス○
- ハウス･オブ･ホラーズ･マッチ -House of Horrors match-

○ブレイ・ワイアット vs ランディ・オートン)●
- ○セス・ロリンズ vs サモア・ジョー●

- ○ブラウン・ストローマン vs ロマン・レインズ●

### 第6回大会 (2020年) WWE Payback 2020
| No.                                                                             | 結果 | 試合形式                                                          | 時間  |
| ------------------------------------------------------------------------------- | --- | ----------------------------------------------------------------- | ----- |
| 1P                                                                              | ○ザ・ライオット・スクワッド (ルビー・ライオット & リヴ・モーガン) vs. ジ・アイコニックス (ビリー・ケイ & ペイトン・ロイス)● | タッグチーム戦                                                    | 9:00  |
| 2                                                                               | ●アポロ・クルーズ (c) vs. ボビー・ラシュリー○ (with MVP & シェルトン・ベンジャミン)                                         | WWE US王座戦                                                      | 9:30  |
| 3                                                                               | ○ビッグ・E vs. シェイマス●                                                                                                  | シングル戦                                                        | 12:20 |
| 4                                                                               | ○マット・リドル vs. キング・コービン●                                                                                       | シングル戦                                                        | 10:55 |
| 5                                                                               | ●ベイリー & サーシャ・バンクス (c) vs. シェイナ・ベイズラー & ナイア・ジャックス○                                           | WWE女子タッグ王座戦                                               | 10:20 |
| 6                                                                               | ○キース・リー vs. ランディ・オートン●                                                                                       | シングル戦                                                        | 6:40  |
| 7                                                                               | ○ドミニク・ミステリオ & レイ・ミステリオ vs. セス・ロリンズ & マーフィー●                                                   | タッグチーム戦                                                    | 16:00 |
| 8                                                                               | "ザ・フィーンド"・ブレイ・ワイアット (c) vs. ブラウン・ストローマン● vs. ローマン・レインズ○ (with ポール・ヘイマン)        | ノー・ホールズ・バード・トリプルスレッド形式WWEユニバーサル王座戦 | 12:46 |
| - (c) – 試合開始時点でのチャンピオンを指す - P – プレショーで行われた試合を指す | |                                                                   |       |

### 第7回大会 (2023年) WWE Payback 2023
| No.                                        | 結果 | 試合形式                                                        | 時間  |
| ------------------------------------------ | --- | --------------------------------------------------------------- | ----- |
| 1                                          | ○ベッキー・リンチ vs. トリッシュ・ストラタス●                                                                    | スティール・ケージ戦                                            | 20:00 |
| 2                                          | ○LA・ナイト vs. ザ・ミズ●                                                                                        | シングル戦 スペシャルゲストレフェリー: ジョン・シナ             | 15:45 |
| 3                                          | ○レイ・ミステリオ (c) vs. オースティン・セオリー●                                                                | WWE US王座戦                                                    | 9:45  |
| 4                                          | ●ケヴィン・オーエンズ & サミ・ゼイン (c) vs. ザ・ジャッジメント・デイ○ (フィン・ベイラー & ダミアン・プリースト) | スティール・シティー・ストリートファイト形式WWE統一タッグ王座戦 | 20:45 |
| 5                                          | ○リア・リプリー (c) vs. ラケル・ロドリゲス●                                                                      | 世界女子王座戦                                                  | 17:20 |
| 6                                          | ○セス・"フリーキン"・ロリンズ (c) vs. 中邑真輔●                                                                  | 世界ヘビー級王座戦                                              | 26:05 |
| - (c) – 試合開始時点でのチャンピオンを指す | |                                                                 |       |